# Koloběh uhlíku

Diagram koloběhu uhlíku. Černá čísla udávají v miliardách tun (gigatunách = Gt), kolik uhlíku je uloženo v různých rezervoárech. Fialová čísla udávají, kolik uhlíku se přesunuje danými směry každý rok. Do sedimentů v tomto diagramu není započítání přibližně 70 Gt uhličitanů a kerogenu.

Koloběh uhlíku je část biogeochemického cyklu; dochází při něm k výměně uhlíku mezi biosférou, pedosférou, geosférou, hydrosférou a atmosférou Země. Mezi další hlavní biogeochemické cykly patří koloběh dusíku a koloběh vody. Uhlík je hlavní složkou biologických sloučenin a také hlavní složkou mnoha minerálů, například vápence. Koloběh uhlíku zahrnuje sled událostí, které jsou klíčové pro to, aby Země byla schopna udržet život. Popisuje pohyb uhlíku, který je recyklován a znovu využíván v celé biosféře, a také dlouhodobé procesy sekvestrace uhlíku do propadů a jeho uvolňování z nich.
Pro popis dynamiky koloběhu uhlíku lze rozlišovat mezi rychlým a pomalým koloběhem uhlíku. Rychlý cyklus uhlíku se také označuje jako biologický cyklus uhlíku. Rychlý cyklus uhlíku může být dokončen během několika let, kdy dochází k přesunu látek z atmosféry do biosféry a poté zpět do atmosféry. Pomalé neboli geologické cykly (nazývané také hluboký cyklus uhlíku) mohou trvat miliony let a látky se při nich přesouvají v zemské kůře mezi horninami, půdou, oceánem a atmosférou.
Lidská činnost narušuje rychlý koloběh uhlíku již po mnoho staletí změnou využití půdy a navíc v důsledku nedávné průmyslové těžby fosilního uhlíku (těžba uhlí, ropy a zemního plynu a výroba cementu) z geosféry. Do roku 2020 se obsah oxidu uhličitého v atmosféře zvýšil téměř o 52 % oproti předindustriálnímu období, což si vynutilo větší ohřev atmosféry a zemského povrchu Sluncem. Zvýšený obsah oxidu uhličitého také způsobil snížení hodnoty pH oceánů a zásadně mění chemii moří. Většina fosilního uhlíku byla vytěžena jen za poslední půlstoletí a jeho množství nadále rychle roste, což přispívá ke změně klimatu způsobené člověkem.

## Hlavní zásobníky
Koloběh uhlíku byl poprvé popsán Antoinem Lavoisierem a Josephem Priestleym a zpopularizován Humphry Davym. Globální koloběh uhlíku se nyní obvykle dělí na následující hlavní zásobníky uhlíku (nazývané také uhlíkové pooly), které jsou vzájemně propojeny cestami výměny::s.5–6
- Atmosféra.
- Pozemská biosféra.
- Oceán, včetně rozpuštěného anorganického uhlíku a živé i neživé mořské fauny a flóry.
- Sedimenty, včetně fosilních paliv, sladkovodních systémů a neživého organického materiálu.
- Vnitřek Země (plášť a kůra). Tyto zásoby uhlíku se vzájemně ovlivňují s ostatními složkami prostřednictvím geologických procesů.

K výměně uhlíku mezi zásobníky dochází v důsledku různých chemických, fyzikálních, geologických a biologických procesů. Oceán obsahuje největší aktivní zásobu uhlíku v blízkosti zemského povrchu. Přirozené toky uhlíku mezi atmosférou, oceánem, suchozemskými ekosystémy a sedimenty jsou poměrně vyrovnané; bez vlivu člověka by tedy byla hladina uhlíku zhruba stabilní.

## Cyklus
Uhlík existuje v atmosféře hlavně jako plyn oxid uhličitý. Přestože tvoří velmi malý podíl atmosféry (asi 0,04 %), je zásadní pro život na Zemi. K ostatním atmosférickým plynům, které obsahují uhlík, patří methan a antropogenní chlor-fluorované uhlovodíky.
Mezi nejvýznamnější toky uhlíku patří oboustranná výměna mezi biosférou (i v půdě) a atmosférou o velikosti zhruba 120 gigatun za rok. Dále vzájemná výměna mezi hydrosférou a atmosférou (100 gigatun za rok).[zdroj?] Studie z roku 2022 ale ukázala, že cyklus je jinak velký (o 36 Gt za rok), než byly dřívější odhady a modely. Oceány mohou ukládat o 40 Gt CO2 za rok více, než se předpokládalo.
Člověk uvolňuje již 10 Gt uhlíku ročně (častěji se udává hmotnost vzniklého CO2, ta je 3,67× větší).
Uhlík se z atmosféry dostává pryč několika způsoby:
- Když svítí Slunce, autotrofní organismy (především rostliny) fotosyntetizují, přičemž pohlcují oxid uhličitý a mění ho na sacharidy a zároveň vylučují kyslík. Tento proces je nejrychlejší u lesů (či jiných biotopů), kde probíhá velmi rychlý růst nové biomasy (kterou představuje i mrtvé dřevo).

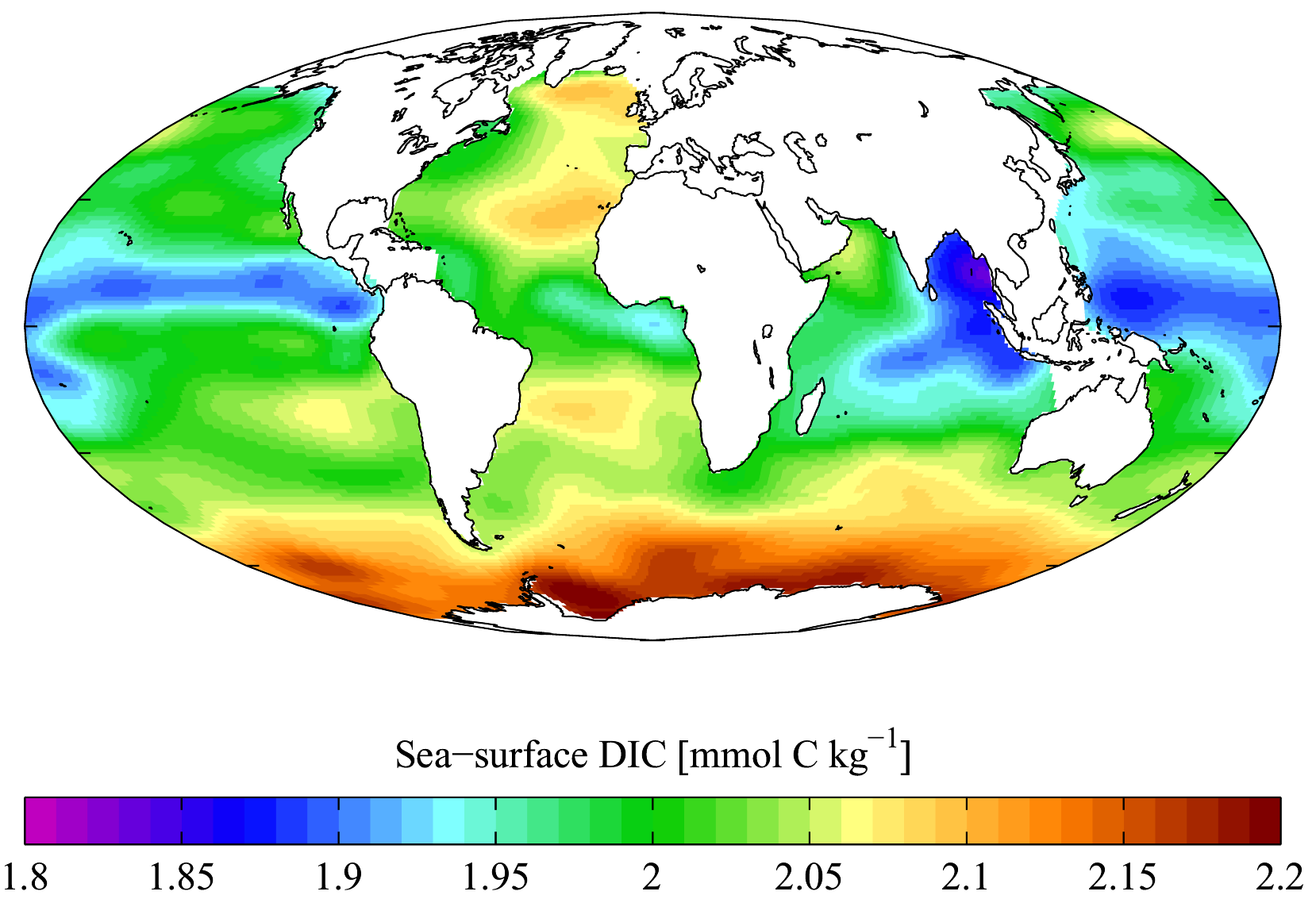
Množství rozpuštěného oxidu uhličitého v oceánu (rok 1990)

- Na mořské hladině se rozpouští atmosférický oxid uhličitý. Čím je voda chladnější, tím více CO2 může pohltit. Tento jev je v přímé souvislosti s termohalinním výměníkem. Na mořském dně jej také vážou bakterie.[17]
- Ve vyšších vrstvách oceánu fytoplankton (řasy, sinice) ukládají oxid uhličitý ve svých tkáních a schránkách. Schránky pak klesají ke dnu a zvětrávají. Zvětrávání těchto hornin způsobuje kyselina uhličitá. Při tomto procesu se uvolňují hydrogenuhličitany. Na dně se pak ukládají nánosy uhličitanů (např. vápenec).

Uhlík se do atmosféry dostává několika způsoby:
- Respirací živočichů a rostlin. Při této reakci se organické molekuly rozkládají na vodu a oxid uhličitý.
- Rozkládáním rostlinné a živočišné biomasy. Hlavní roli v tom mají houby a bakterie. Pokud je přítomen kyslík, mění organické látky na oxid uhličitý, pokud je prostředí anaerobní, mění organické látky na methan.
- Spalováním organického materiálu. Při spalování fosilních paliv (uhlí, ropa, zemní plyn) se rozpadají organické látky, které se po miliony let ukládaly v biosféře.
- Ve výrobních procesech, např. při výrobě vápna z vápence.
- Při sopečných erupcích se uvolňují plyny, které mimo jiné obsahují oxid uhličitý. Množství uhlíku, které takto vznikne, plně kompenzuje úbytek uhlíku z atmosféry při zvětrávání.
- Zvětráváním hornin s uhlíkem se uhlík dostává do atmosféry.[18]

Rozlišují se dva typy uhlíkového cyklu: biologický a geochemický. Základní hnací silou biologického cyklu je fotosyntéza rostlin a dýchání živočichů. Jedna molekula tímto cyklem projde za zhruba dvacet let. Geochemický cyklus je značně pomalejší a může funguje v závislosti na cyklu biologickém. Uhlíkový cyklus je složitým koloběhem, ve kterém se uhlík vyskytuje ve více formách, největší důležitost se však přikládá oxidu uhličitému. Uhlíkový cyklus je ovlivňován geochemickými procesy a také klimatem, člověk do něj významně zasahuje emisí právě oxidu uhličitého. Zhruba platí, že polovina člověkem vyprodukovaného CO2 zůstává v atmosféře, druhá polovina skončí v oceánech a na pevnině. Zjistit podíl uhlíku v atmosféře je díky moderní technice snadné, avšak zatím nelze přesně určit jeho množství v půdě a oceánech. Největším problémem je však určit množství uhlíku v ekosystémech.
Všechny živé organizmy v sobě vážou uhlík. Nejjednoduššími jsou bakterie, žijící na základě chemosyntézy, které získávají uhlík jednoduchými reakcemi anorganických látek. Zelené rostliny spotřebovávají CO2 při fotosyntéze a přeměňují ho na kyslík, avšak stejně jako živočichové kyslík dýchají a přeměňují ho na oxid uhličitý. Po smrti živých organizmů dochází k rozkládání jejich těl, čímž vynikají uhlíkaté sloučeniny, ze kterých se později vytváří uhličitany, případně fosilní paliva. Stejně exkrecí organismů vzniká organický odpad, z něhož vznikají opět organické sloučeniny. Spalováním fosilních paliv poté vede ke zvýšení obsahu CO2 v atmosféře. V atmosféře zůstává cca polovina CO2, zbytek se dostává na pevninu a do oceánů, kde vytvářejí hydrogenuhličitany, uhličitany a CO2 obsažené ve vodě (CO2 je ve vodě rozpustné). Zvyšování podílu oxidu uhličitého v atmosféře se podílí na skleníkovém efektu, který zvyšuje teplotu vzduchu na Zemi, což znovu ovlivňuje živé organismy. Do uhlíkového cyklu je možné zahrnout potravní řetězec.